# Tanacetum semenovii
Tanacetum semenovii là một loài thực vật có hoa trong họ Cúc. Loài này được Herder miêu tả khoa học đầu tiên.